# Colonia Mauá
Colonia Mauá o Mavá es una comuna del Departamento Castellanos, Provincia de Santa Fe, Argentina.

## Ubicación
Se halla ubicada al norte de Humberto Primo, entre las rutas provinciales 10 y 13. Hasta 1928 dependía de la Colonia Virginia.

## Población y demografía
80 habitantes (Indec, 2022)

## Historia
No existen datos certeros sobre su fecha de fundación, aunque los datos más probables indican que fue en el año 1885. Se le atribuye a Virginia Mauá la fundación en 1885. 

## Santo Patrono
- Nuestra Señora del Pilar.